# Рух четвертого травня
39°54′49″ пн. ш. 116°25′53″ сх. д. / 39.913716° пн. ш. 116.431274° сх. д.
Рух четвертого травня 1919 року (五四運動 Wǔsì Yùndòng) — впливова подія в історії республіканського Китаю: масовий виступ у Пекіні та інших містах проти підписання Версальського договору, який закріпляв основи світової геополітики після Першої світової війни. Згідно з договором, Німеччина звільняла Цзяочжоу (пров. Шаньдун), свою єдину колонію в Китаї, але ця територія мала відійти не до Республіки Китай, а до Японської імперії. Гаслами руху стало збереження Шаньдуну за Китаєм, звільнення з посад прояпонських чиновників, заклик до бойкоту японських товарів. Рух четвертого травня став прецедентом громадської солідарності в новій державі та утворив частину ширшого явища, відомого як Рух за нову культуру.

## Історія
Виступ тривав понад два місяці. Поліція неодноразово розганяла демонстрантів, лави яких поповнили учні, ремісники, робітники, дрібні й середні підприємці. Організаторів та активістів було заарештовано, але це лише згуртувало учасників акції протесту. Врешті китайська делегація в Парижі відмовилась підписати Версальський договір, заарештованих студентів було відпущено на волю, а скомпрометованих чиновників звільнено.
«Рух 4 травня» також пожвавив партійне життя Китаю. На початку 1924 року відбулося об'єднання комуністів і гоміньданівців у єдиний фронт боротьби за об'єднання країни і звільнення її від японського впливу.
У липні 1925 року в місті Гуанчжоу постав Національний уряд Китаю, а головнокомандувачем Національно революційною армією (НРА) було призначено Чан Кайши.